# Vêtir ceux qui sont nus
Vêtir ceux qui sont nus (Vestire gli ignudi) est une comédie de Luigi Pirandello écrite entre avril et mai 1922.
La pièce a été donnée pour la première fois au Teatro Quirino, à Rome, le 14 novembre 1922 par la compagnie de Maria Melato (it) et Annibale Betrone.

## Argument
C'est l'histoire d'Ersilia qui croit, pour être quelque chose, devoir accepter d'être ce que les autres, notamment son mari, veulent qu'elle soit.

## Thème
Ce drame raconte l'histoire de ceux qui se sentent nus, se jugent eux-mêmes insignifiants et jouent les rôles, sales ou répugnants, que les autres leur assignent.

## Adaptation au cinéma
- 1954 : Vêtir ceux qui sont nus (Vestire gli ignudi), film italien réalisé par Marcello Pagliero, adaptation de la pièce éponyme, avec Pierre Brasseur, Eleonora Rossi Drago et Gabriele Ferzetti